# Іст-Дуглас (Массачусетс)
Іст-Дуглас (англ. East Douglas) — переписна місцевість (CDP) в США, в окрузі Вустер штату Массачусетс. Населення — 2702 особи (2020).

## Географія
Іст-Дуглас розташований за координатами 42°4′51″ пн. ш. 71°42′58″ зх. д. / 42.08083° пн. ш. 71.71611° зх. д. (42.080784, -71.715992).  За даними Бюро перепису населення США в 2010 році переписна місцевість мала площу 9,40 км², з яких 9,08 км² — суходіл та 0,31 км² — водойми.

## Демографія
Згідно з переписом 2010 року, у переписній місцевості мешкало 2557 осіб у 985 домогосподарствах у складі 682 родин. Густота населення становила 272 особи/км².  Було 1072 помешкання (114/км²).
Расовий склад населення:
| - 96,0 % — білих - 0,6 % — чорних або афроамериканців - 0,5 % — азіатів - 0,1 % — вихідців з тихоокеанських островів - 0,1 % — корінних американців |

До двох чи більше рас належало 2,4 %. Частка іспаномовних становила 1,8 % від усіх жителів.
За віковим діапазоном населення розподілялося таким чином: 26,0 % — особи молодші 18 років, 62,9 % — особи у віці 18—64 років, 11,1 % — особи у віці 65 років та старші. Медіана віку мешканця становила 38,5 року. На 100 осіб жіночої статі у переписній місцевості припадало 95,3 чоловіків;  на 100 жінок у віці від 18 років та старших — 94,1 чоловіків також старших 18 років.
Середній дохід на одне домашнє господарство  становив 84 109 доларів США (медіана — 80 292), а середній дохід на одну сім'ю — 87 735 доларів (медіана — 83 672). Медіана доходів становила 66 742 долари для чоловіків та 38 059 доларів для жінок. За межею бідності перебувало 3,3 % осіб, у тому числі 5,0 % дітей у віці до 18 років та 7,1 % осіб у віці 65 років та старших.
Цивільне працевлаштоване населення становило 1481 особа. Основні галузі зайнятості: освіта, охорона здоров'я та соціальна допомога — 33,8 %, роздрібна торгівля — 13,2 %, фінанси, страхування та нерухомість — 10,4 %, будівництво — 8,8 %.